# Vel Pitar (companie)
Vel Pitar este un grup de companii din România, cu activitate în domeniul morăritului și panificației. Grupul deține 12 fabrici de pâine în zece județe din țară și în București, având peste 170 de magazine proprii (martie 2009). Compania a fost formată în anul 2001, prin fuziunea celor patru fabrici din industria de morărit și panificație cumpărate de fondul de investiții Broadhurst în anii 1999 și 2000: Mopariv Vâlcea, Berceni București, Granpan Tecuci și Panegrano Cluj (aceasta din urmă, cumpărată în anul 2000 de Mopariv Vâlcea).
În septembrie 2002, Vel Pitar a fuzionat prin absorbție cu societatea cu același profil Spicul Argeș. Sediul companiei se află la Râmnicu Vâlcea.
În anul 2007, grupul a fost divizat în 3 firme: Vel Pitar (panificație), Șapte Spice (morărit) și VP Magassin (retail). Conform estimărilor companiei, grupul Vel Pitar deține la nivel național aproximativ 15% din piața de morărit și 9% din cea de panificație, însă în localitățile în care are unități de producție, cota de piață variază între 35% și 70%.
În București, Vel Pitar are o cotă de 30-35%, Capitala realizând aproximativ 30% din afacerile companiei.
Număr de angajați:
- 2009: 4.600[1]
- 2006: 5.000[5]

Cifra de afaceri în 2008: 150 milioane euro
Din ianuarie 2023, aparține de Bimbo, o companie multinațională mexicană.